# Polycyrtus barrientosi
Polycyrtus barrientosi är en stekelart som beskrevs av Zuniga 2004. Polycyrtus barrientosi ingår i släktet Polycyrtus och familjen brokparasitsteklar. Inga underarter finns listade i Catalogue of Life.